# 隐痂虎耳草
隐痂虎耳草（学名：Saxifraga parnassifolia var. obscuricallosa）为虎耳草科虎耳草属下的一个变种。

## 扩展阅读
- 維基物種上的相關：隐痂虎耳草